# Enger Krambuden

Die Lage des Engen Krambuden, rot markiert auf einem Stadtplan von 1910

Blick durch den Engen Krambuden vom Markt her zur Marienkirche, um 1900

Der Eingang zum Engen Krambuden vom südlichen Marienkirchhof aus gesehen; das Gebäude mit Treppengiebel ist das Eckhaus Enger Krambuden Nr. 1

Der Enge Krambuden ist eine ehemalige Straße der Lübecker Altstadt.

## Lage
Der etwa 50 Meter lange Enge Krambuden befand sich im Zentrum der Altstadtinsel, im Marien Quartier. Er verband den südlichen Marienkirchhof mit der Markttwiete am Nordrand des Marktes, wobei auf ganzer Länge das Rathaus die Ostseite der Straße einnahm.

## Geschichte
Die Straße wird 1318 erstmals als Kemmerbodae urkundlich erwähnt, abgeleitet von den hier befindlichen Verkaufsständen der Krämer. 1329 lautet der Name Crambodae in opposito domus pannorum (Krambuden gegenüber der Tuchhalle), da der an den Engen Krambuden grenzende heutige Börsenbau des Rathauses zu jener Zeit den Tuchhändlern als Gewandhaus zugewiesen war. 1406 wird erstmals Enger Kramboden als Benennung verwendet, 1440 lautet die Bezeichnung dann schlicht Kramboden, 1441 Kemmerstrate (Krämerstraße) und 1448 Parva Cramboda (Kleine Krambude). 1852 wurde Enger Krambuden als Straßenname amtlich festgelegt.
Die schmale Gasse wurde beim Bombenangriff von 1942 vollständig vernichtet und beim Wiederaufbau in den 1950er Jahren nicht wiederhergestellt. Ihr früherer Verlauf ist heute überbaut.

## Bauwerke
Eine Auswahl der 1942 zerstörten Gebäude findet sich in der Liste ehemaliger Lübecker Bauwerke.